# William Morton
William Thomas Green Morton (Charlton, Massachusetts, 9 de agosto de 1819-Nueva York, 15 de julio de 1868) fue un odontólogo estadounidense y pionero en la aplicación de anestesia en cirugía y odontología. Llevó a cabo en 1846 la primera demostración pública de la utilización del éter como anestésico administrado por inhalación, uno de los inventos más importantes de la historia de la medicina.

## Biografía
William Thomas Green fue hijo del granjero James Morton y de Rebecca Morton, oriunda de Charlton, Massachusetts, cuyo apellido de soltera era Needham.
Antes de hacerse odontólogo, William Morton había trabajado como empleado, tipógrafo de imprenta y comerciante en Boston. En el año 1840 ingresó primeramente al Baltimore College of Dental Surgery y luego se trasladó, en 1842, a Hartford, Connecticut, donde continuó sus estudios bajo la tutoría de Horace Wells. Más adelante ambos serían socios. Morton abandonó la odontología para dedicarse a estudiar cirugía maxilar en el Baltimore College. En el año 1842 inauguró su consultorio privado como dentista. En 1842 y 1843 trabajó junto a Horace Wells. Aproximadamente un año después, Wells comenzó a utilizar gas hilarante en el tratamiento de sus pacientes. Tras numerosos experimentos de terapias del dolor con sus pacientes, Wells quiso demostrar públicamente en Boston el gas hilarante como anestésico, pero esta demostración fue un fracaso.

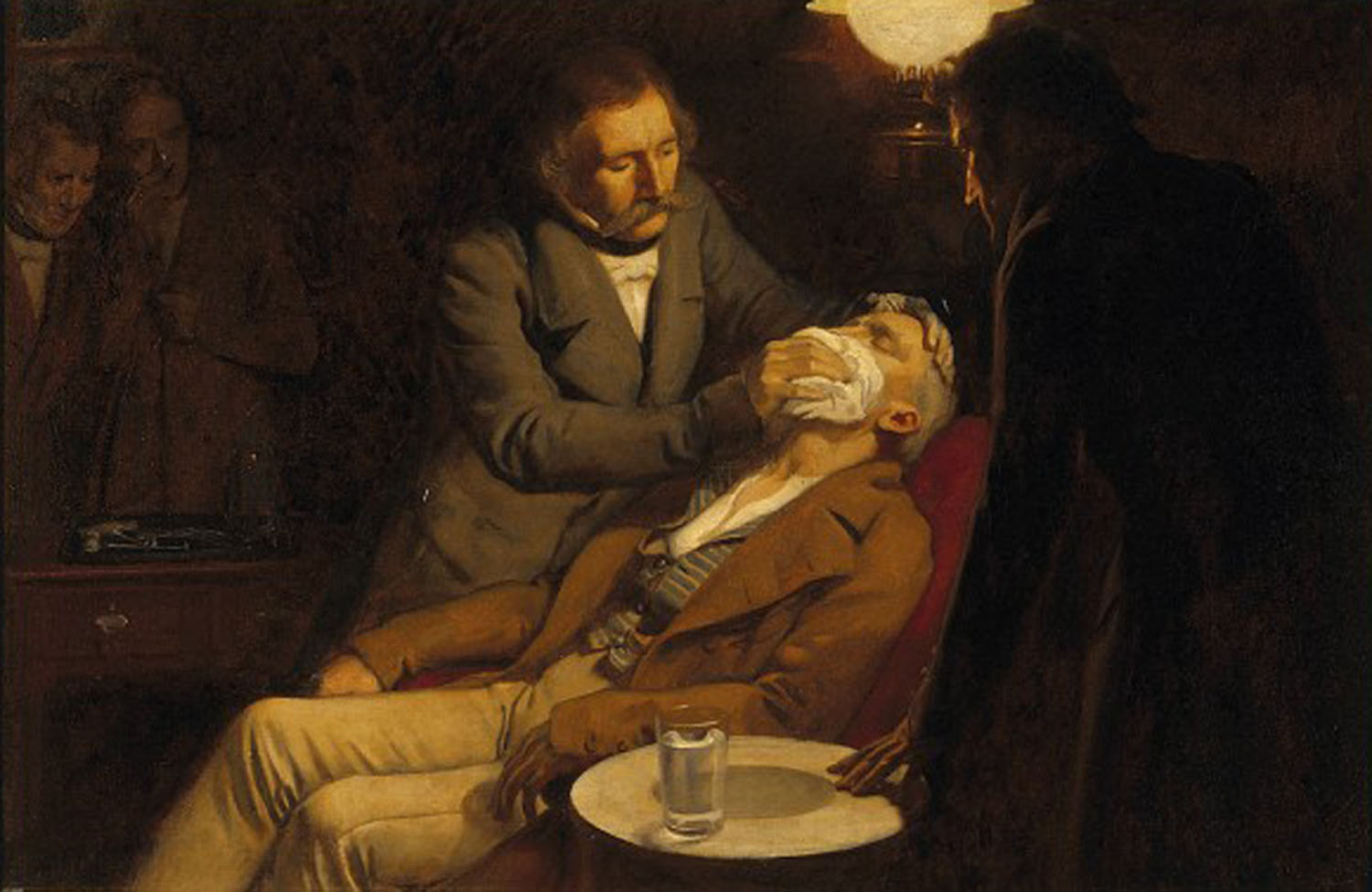
Primera ocasión en que se utiliza el éter en la extracción de una pieza dental

Morton en cambio, había decidido dedicarse a las prótesis dentales. Cuando había que extirpar los raigones y raíces de los dientes dañados, los pacientes solían exigir un tratamiento sin dolores. El profesor Charles Thomas Jackson, bajo cuya tutoría Morton había realizado su práctica como odontólogo, llamó su atención acerca del efecto narcótico del dietiléter, el que a su vez había descrito Michael Faraday en un tratado de 1818. Tras diversos experimentos con vapores de éter en ratas, peces, insectos, gallinas y con su propio perro, Morton realizó también experimentos consigo mismo.

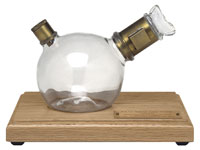
Réplica del inhalador de William Morton, utilizado en el año 1846 para la primera demostración pública de una operación realizada bajo anestesia con éter.

El 30 de  septiembre de 1846 concurrió a su consulta el chelista Eben Frost aquejado por una fuerte infección purulenta que le producía un dolor de muelas, tan intenso, que estuvo de acuerdo en probar el éter para su extracción. Cuando el paciente despertó de la anestesia, le confirmó a Morton que no había sentido ninguna clase de dolor durante la extracción de la pieza dental. Confirmó así a Morton y a su asistente, el doctor Hayden, el éxito de la intervención. Al día siguiente apareció la noticia en el Boston Daily Journal: «Tras la inhalación de un preparado, cuyo efecto anestésico y narcótico duró aproximadamente un minuto, se le extrajo un diente a un caballero en la tarde de ayer sin que sintiera ninguna clase de dolor»
Morton se dirigió al cirujano jefe del Hospital General de Massachusetts en Boston, el profesor #John Collins Warren (1778–1856), con la petición de llevar a cabo una demostración pública de su método frente a médicos y estudiantes de medicina. Recibió por escrito una invitación para el viernes 16 de octubre de 1846, a las 10 de la mañana. Warren hizo que Gilbert Abbott, un paciente de 20 años, impresor de libros  que padecía de tuberculosis, inhalara los vapores desde una esfera de vidrio, especialmente confeccionada para este efecto y que contenía en su interior una esponja embebida en éter (ver ilustración). Tras un estado inicial de excitación, el paciente se durmió. «Entonces Warren en cinco minutos extirpó  un tumor superficial congénito, bajo el maxilar inferior en el lado izquierdo del cuello del paciente». Warren, quien, tras el fracaso de la demostración de Horace Wells con el gas hilarante ocurrido dos años atrás, en realidad rechazaba esta clase de procedimientos, se entusiasmó mucho con estas nuevas posibilidades. ("Gentlemen, this is no humbug"). A este suceso, acaecido en el  Ether Dome, se le considera como el momento del  nacimiento de la anestesiología moderna.

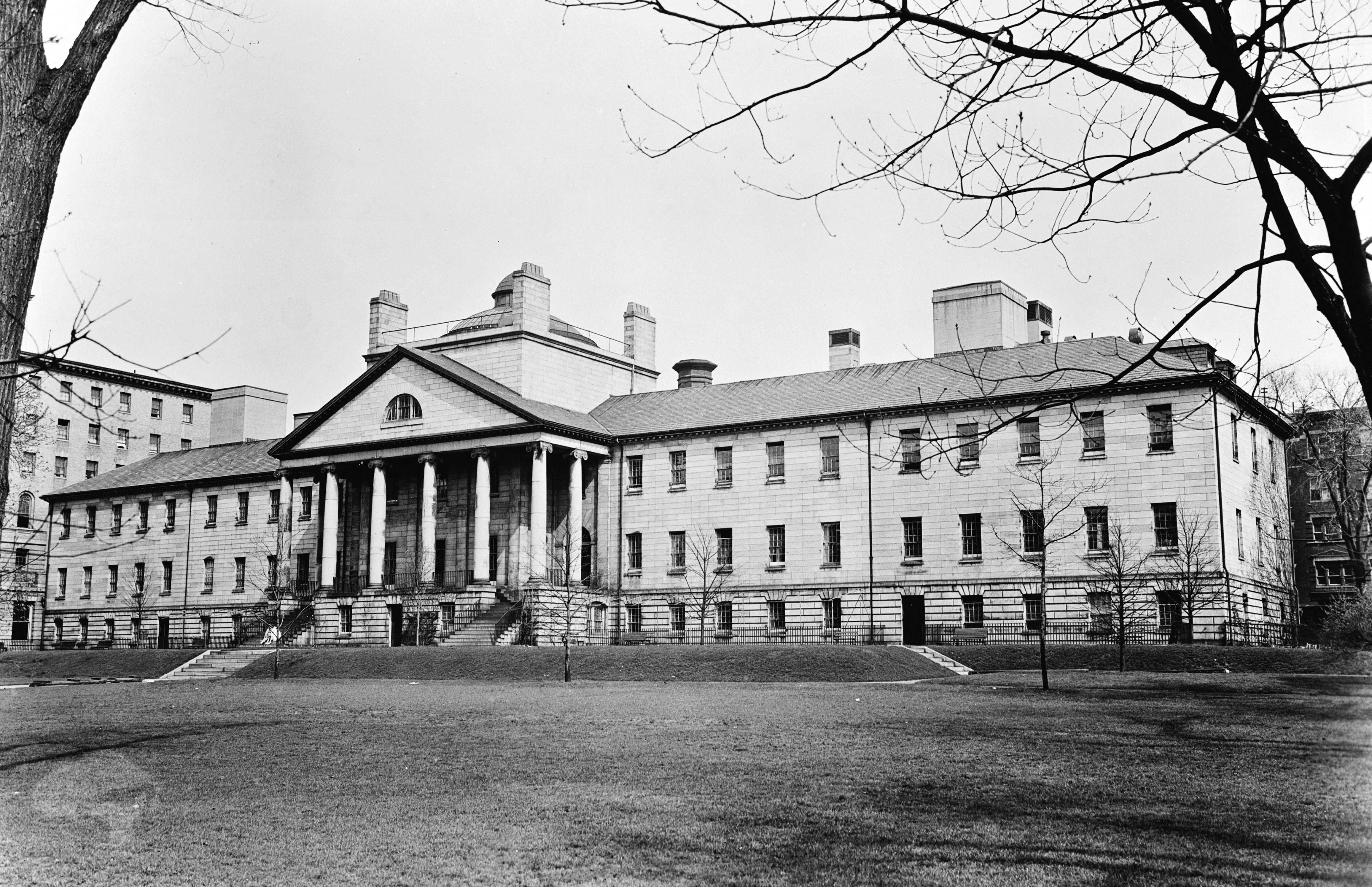
El Bulfinch Building en Boston, en 1941, incluye el Ether Dome.

Inmediatamente al día siguiente, el cirujano y urólogo George Hayward (1798–1863) operó un tumor adiposo a un paciente anestesiado con éter. El reconocimiento general del procedimiento desarrollado por Morton tuvo lugar tras la amputación de una pierna, efectuada el 7 de noviembre de 1846 por Henry Jacob Bigelow en una paciente de veinte años.
Morton intentó primeramente ocultar la sustancia activa que había utilizado y denominó este éter arreglado con sustancias aromáticas «Letheon» (palabra derivada del griego lethe, que significa «olvido»), para obtener provecho de la patente. Pocas semanas después, durante la operación el 7 de noviembre de 1846, fue obligado por su auditorio a revelar el secreto. Se llegó a una disputa judicial sobre la cuestión de a quién le correspondía la primicia sobre este invento, proceso impulsado sobre todo por quien le había aportado la idea, el profesor Jackson. Los costos de esta disputa judicial arruinaron a Morton, además de que casi no recibió las regalías esperadas por patentar de su invento. Después de casi veinte años de procesos judiciales, Morton falleció empobrecido y afligido, en julio de 1868, a consecuencia de un accidente vascular cerebral.
Morton, sin embargo, no fue el primero en aprovechar el efecto narcótico del éter para detener el dolor en las intervenciones quirúrgicas. El 30 de marzo de 1842, el doctor Crawford Williamson Long ya había extirpado sin dolor un tumor de la nuca a un paciente, usando para ello una toalla embebida en éter. Pero este último cirujano omitió hacer una publicación al respecto, quitándose con ello a sí mismo su legítimo derecho a reclamar la prioridad.